# Club Deportivo Los Inseparables
El Club Social Deportivo y Cultural Los Inseparables es un club de fútbol peruano del distrito de Cutervo, Departamento de Cajamarca: Fue fundado el 10 de abril de 1960 y juega en la Copa Perú.

## Historia
Los Inseparables de Cutervo fue fundado el 10 de abril de 1960, por Marino Mondragón Vallejos en Cutervo. En los años 50 se sentaron las raíces de esta emblemática institución, que al comienzo era formado por un grupo de deportistas.
En 1960, entre los meses de enero a marzo se inicia sus trabajos con el fin de que se formó un club deportivo cultural, cuya primera reunión se llevó a cabo en la casa del Sr. Manuel Jesús Bocanegra Montenegro, en la intersección actual de los jirones América y Lima.
Con la ayuda de varios jóvenes en el que se propone como primer punto, la designación de un nombre que identifique a esta asociación. La propuesta ganadora la hizo Marino Vallejos Modragón con el nombre "Club Cultural y Deportivo Los Inseparables".
En aquella época no existían las ligas locales por el cual la autorización para la operación ofrecía en ese momento la Subprefectura de Cutervo, en esos tiempos liderado por Manuel Jesús Delgado Guevara.
En el año 2009, el club ocupó el tercer lugar en la Liga Superior de Cajamarca 2009. Tras la desaparición de esta liga en 2011 regresó a jugar su liga distrital. En la Copa Perú 2014 llegó hasta la Etapa Departamental donde fue eliminado por Juvenil UTC en cuartos de final.
En 2017 llegó nuevamente a la Etapa Departamental donde fue eliminado en cuartos de final por Asociación Deportiva Agropecuaria por goles de visitante. En 2019 quedó eliminado en octavos de final de la Etapa Departamental por Cultural Volante de Bambamarca.

## Uniforme
- Uniforme titular: Camiseta crema, pantalón crema, medias negras.
- Uniforme alternativo: Camiseta granate, pantalón granate, medias granates.

### Indumentaria y patrocinador
| Periodo         | Patrocinador |
| --------------- | ------------ |
| 2011-Actualidad | Real         |

| Periodo         | Patrocinador  |
| --------------- | ------------- |
| 2011-Actualidad | Grifos Ilucan |

### Evolución del uniforme
| 1960-2008 Titular | 2010 Titular | 2011-presente Titular |  |

| 1960-2008 Alternativo | 2011-presente Alternativo |  |

## Rivalidades
Los Inseparables de Cutervo mantiene una rivalidad en su ciudad con Estudiantes Casanovistas dando origen al "Clásico de Cutervo". También con el club Renovación, al que por su inactividad dejó de enfrentar en la Liga de Cutervo hasta su retorno en 2023.

## Estadio
El Estadio Juan Maldonado Gamarra de Cutervo tiene capacidad para 8.000 espectadores aproximadamente.

## Palmarés

### Torneos regionales
- Liga Provincial de Cutervo: 1999, 2014.
- Liga Distrital de Cutervo: 1977, 1982, 1983, 1988, 1998, 1999, 2000, 2004, 2014, 2017.
- Subcampeón de Liga Distrital de Cutervo: 2019.